# Пончево
Пончево (пол. Pączewo, нім. Ponschau) — село в Польщі, у гміні Скурч Староґардського повіту Поморського воєводства.
Населення — 684 особи (2011).
У 1975-1998 роках село належало до Гданського воєводства.

## Демографія
Демографічна структура станом на 31 березня 2011 року:
|          | Загалом | Допрацездатний вік | Працездатний вік | Постпрацездатний вік |
| -------- | ------- | ------------------ | ---------------- | -------------------- |
| Чоловіки | 352     | 96                 | 228              | 28                   |
| Жінки    | 332     | 75                 | 193              | 64                   |
| Разом    | 684     | 171                | 421              | 92                   |